# Daga, Bhutan
Daga är en distriktshuvudort i Bhutan.   Den ligger i distriktet Dagana, i den sydvästra delen av landet, 50 kilometer sydost om huvudstaden Thimphu. Daga ligger 1 558 meter över havet och antalet invånare är 2 243.
Terrängen runt Daga är bergig norrut, men söderut är den kuperad. Daga ligger nere i en dal. Runt Daga är det ganska tätbefolkat, med 58 invånare per kvadratkilometer.. Det finns inga andra samhällen i närheten.
I omgivningarna runt Daga växer i huvudsak blandskog.